# Ionizáció miatt létrejövő rádiócsend

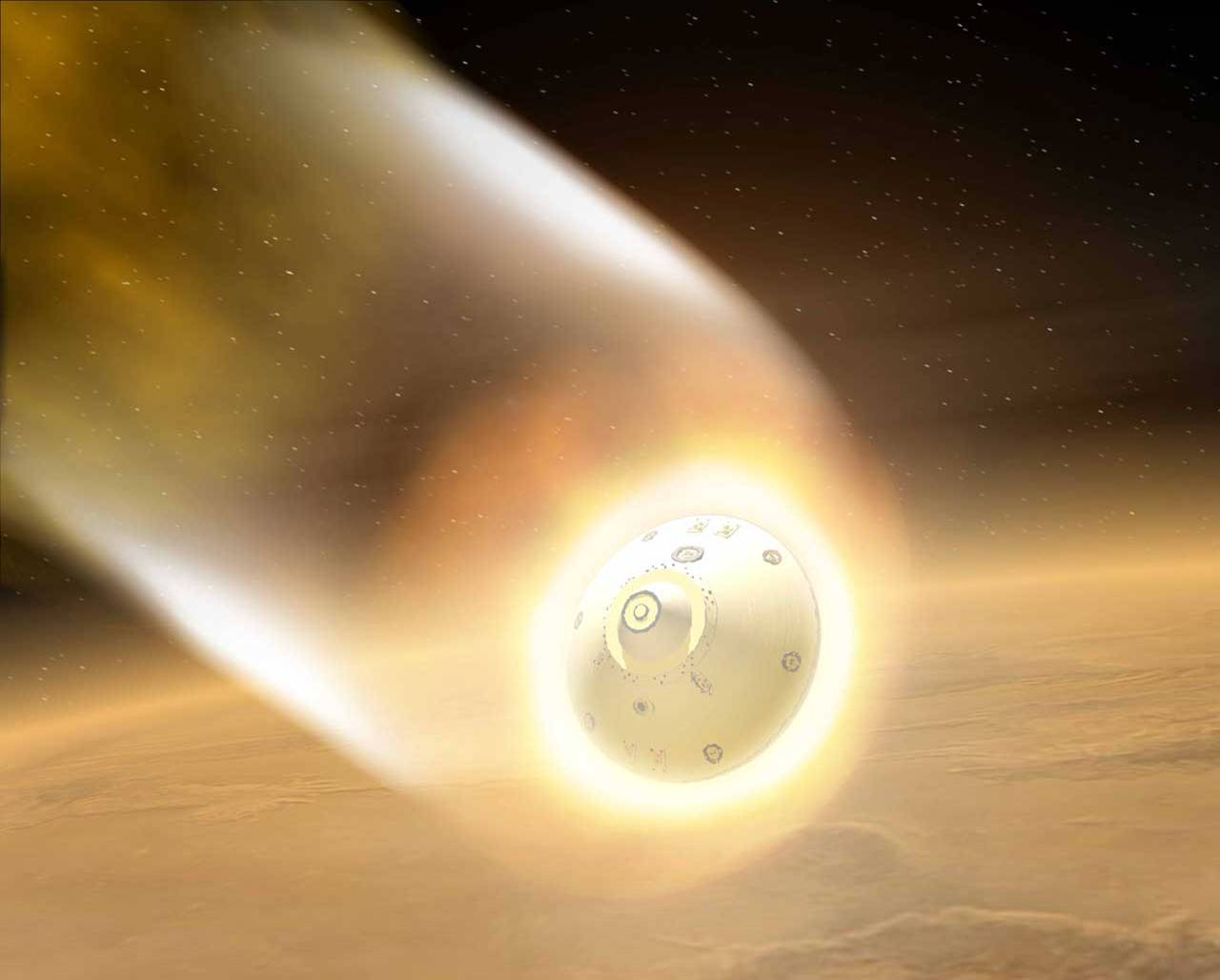
Légkörbe belépő űreszköz körül létrejövő ionizált gáz (művészi ábrázolás)

Ionizáció miatt létrejövő rádiócsend természetes okból keletkezik, amikor a világűrből a légkörbe belépő űreszköz körül létrejövő ionizált levegő megnehezíti (gyakran lehetetlenné teszi) a kommunikációt az űreszközzel.
A telekommunikációban a „rádiócsend” jelenthet szándékos szünetet a rádiófrekvenciás forgalmazásban (elsősorban katonai okokból), de oka lehet a betáplált teljesítmény megszakadása is. Jelen szócikkben ezeket az eseteket nem tárgyaljuk.

## A légkörbe való belépésnél létrejövő rádiócsend
A jelenség jól ismert az űrhajózásnak attól a korszakától kezdve, amikor az emberes űrrepülések során az űrhajóval a légkörbe való belépés folyamán is fenn akarták tartani a kapcsolatot, de a rádió hirtelen elhallgatott és a telemetriai adatok áramlása is megszűnt. A jelenséget az űrhajó hiperszonikus sebessége miatt felhevült és ionizált levegő árnyékoló hatása okozza, amely nem engedi át az elektromágneses hullámokat.
Az amerikai Gemini-program, a Mercury-program, majd az Apollo-program űrhajói visszatérése során is hosszú percekig megszakadt az űrhajóval a kapcsolat. A Gemini–2 esetén ez például a légkörbe való belépés után 9 perccel kezdődött, és 4 percig tartott. Az Apollo küldetések során a kimaradás általában 3 perc hosszú volt. Az Apollo–13 visszatérése az adás kimaradása a szokásosnál hosszabb ideig tartott, mert a belépés szöge meglehetősen lapos volt (a technikai nehézségek és az emberi, kézi vezérlés miatt megvolt a veszélye annak, hogy az űrhajó visszapattan a világűrbe). A küldetés naplója szerint a rádiócsend 6 percig tartott (az esemény alapján készült Apolló 13 mozifilmben a drámai hatás egyáltalán nem volt túlzás, az irányítóközpontban joggal gondolhatták, hogy az űrhajó megsemmisült).

## Más égitestek
Az ionizáció miatt nem csak a Föld esetén jön létre rádiócsend, hanem minden olyan égitest esetén, amelynek elég vastag légköre van ahhoz, hogy a belépő űreszközt lefékezze. A Mars Pathfinder 30 másodperces adáskimaradáson ment át a Mars légkörében való lefékeződés alatt. A Huygens űrszonda adása is kimaradt a Titán légkörében való ereszkedéskor.

## A TDRSS és az űrsikló
A Tracking and Data Relay Satellite System (TDRSS) létrehozásáig az amerikai űrsikló leszállása alatt 30 perces(!) volt a kapcsolat megszakadásának időtartama, ami rendkívül hosszú ilyen kritikus művelet alatt. A TDRSS-rendszer segítségével az űrsikló a haladási irányának „hátrafelé” kommunikálni tud az ionizáció által nem érintett kúpszerű térrészben az abban tartózkodó műholddal, illetve azon keresztül az irányítóközponttal.

## Az űridőjárás által okozott kommunikációs zavar
A kedvezőtlenre forduló űridőjárás is okozhat kommunikációs zavart (elsősorban a műholdas kommunikációban), ennek mértékét az amerikai Nemzeti Óceán- és Légkörkutatási Hivatal (NOAA) folyamatosan figyeli és osztályozza egy 1-től 5-ig terjedő skálán.